# Rhytiphora mista
Rhytiphora mista là một loài bọ cánh cứng trong họ Cerambycidae.